# Mątyty
Mątyty (deutsch Montitten) ist ein Ort in der polnischen Woiwodschaft Ermland-Masuren. Er gehört zur Gmina Górowo Iławeckie (Landgemeinde Landsberg (Ostpr.)) im Powiat Bartoszycki (Kreis Bartenstein).

## Geographische Lage
Die Osada (deutsch „Siedlung“) Mątyty liegt wenige hundert Meter südlich der russisch-polnischen Staatsgrenze im Nordwesten der Woiwodschaft Ermland-Masuren. Bis zur früheren Kreisstadt Heiligenbeil (jetzt russisch Mamonowo) sind es 27 Kilometer in nordwestlicher Richtung. Die heutige Kreismetropole Bartoszyce (Bartenstein) liegt 34 Kilometer in südöstlicher Richtung entfernt. 

## Geschichte
Montiten wurde 1407 erstmals urkundlich erwähnt und nach 1407 Montithen, nach 1414 Menditten, nach 1610 Wanditten, um 1620 Munditten, nach 1675 Montythen und bereits vor 1785 Montitten genannt. Im Jahre 1874 kam die aus ein paar großen Höfen bestehende Landgemeinde zum neu errichteten Amtsbezirk Maraunen (russisch Michailowskoje) im Kreis Heiligenbeil in Ostpreußen. 52 Einwohner zählte Montitten im Jahre 1910.
Am 30. September 1928 vergrößerte sich Montitten um den Gutsbezirk Schwengels (russisch Donskoje), der eingemeindet wurde. Am 11. Dezember 1931 nannte man Montitten in „Schwengels“ um, und nur zwei Jahre später wurde die so entstandene „Ortschaft Montitten der Gemeinde Schwengels“ in die Landgemeinde Arnstein (polnisch Jarzeń)  im Amtsbezirk Schönwalde (polnisch Grabowiec) umgegliedert.
Als 1945 in Kriegsfolge der nördliche Teil Ostpreußens an die Sowjetunion und der südliche Teil an Polen abgetreten wurde, zog sich die Grenzlinie mitten durch die Gemeinde Schwengels. Der nördliche Teil mit dem Ort Schwengels (1947 „Donskoje“ genannt) kam zur sowjetischen Administratur, der südliche Teil mit dem Ort Montitten (1945 „Mątyty“ genannt) zu Polen. Als solche besteht die Siedlung Mątyty auch heute noch, allerdings – wohl bedingt durch die Grenznähe – gibt es hier keine Gebäude, und auch Menschen wohnen hier nicht mehr. Dennoch gilt der Ort  nicht als untergegangen, sondern untersteht der Gemeindeverwaltung der Gmina Górowo Iławeckie (Landgemeinde Landsberg (Ostpr.)) im Powiat Bartoszycki (Kreis Bartenstein), von 1975 bis 1998 der Woiwodschaft Olsztyn (Allenstein), seither der Woiwodschaft Ermland-Masuren zugehörig.

## Religion
Bis 1945 war Montitten in die evangelische Kirche Tiefensee (polnisch Głębock) in der Kirchenprovinz Ostpreußen der Kirche der Altpreußischen Union, außerdem in die römisch-katholische Kirche Landsberg (Ostpr.) im damaligen Bistum Ermland eingepfarrt.
Die Kirche in Głębock ist heute Gotteshaus der katholischen Konfession, jetzt im Erzbistum Ermland gelegen. Die evangelische Kirchengemeinde ist die in Bartoszyce (Bartenstein) innerhalb der Diözese Masuren der Evangelisch-Augsburgischen Kirche in Polen.

## Verkehr
Mątyty ist über einen Landweg von Jarzeń (Arnstein) aus zu erreichen. Arnstein war vor 1945 die nächstgelegene Bahnstation an der Bahnstrecke Königsberg–Zinten–Rothfließ–Niedersee, die nach 1945 aufgegeben wurde.